# Cofradía de Nuestra Señora de San Antolín (Zamora)
La Cofradía de Nuestra Señora de San Antolín es una hermandad religiosa católica de la ciudad de Zamora, España. Su función principal es conservar, promover y fomentar el culto a Nuestra Señora de San Antolín, patrona de Zamora. La cofradía, así como la imagen, son conocidas también como "Virgen de la Concha".

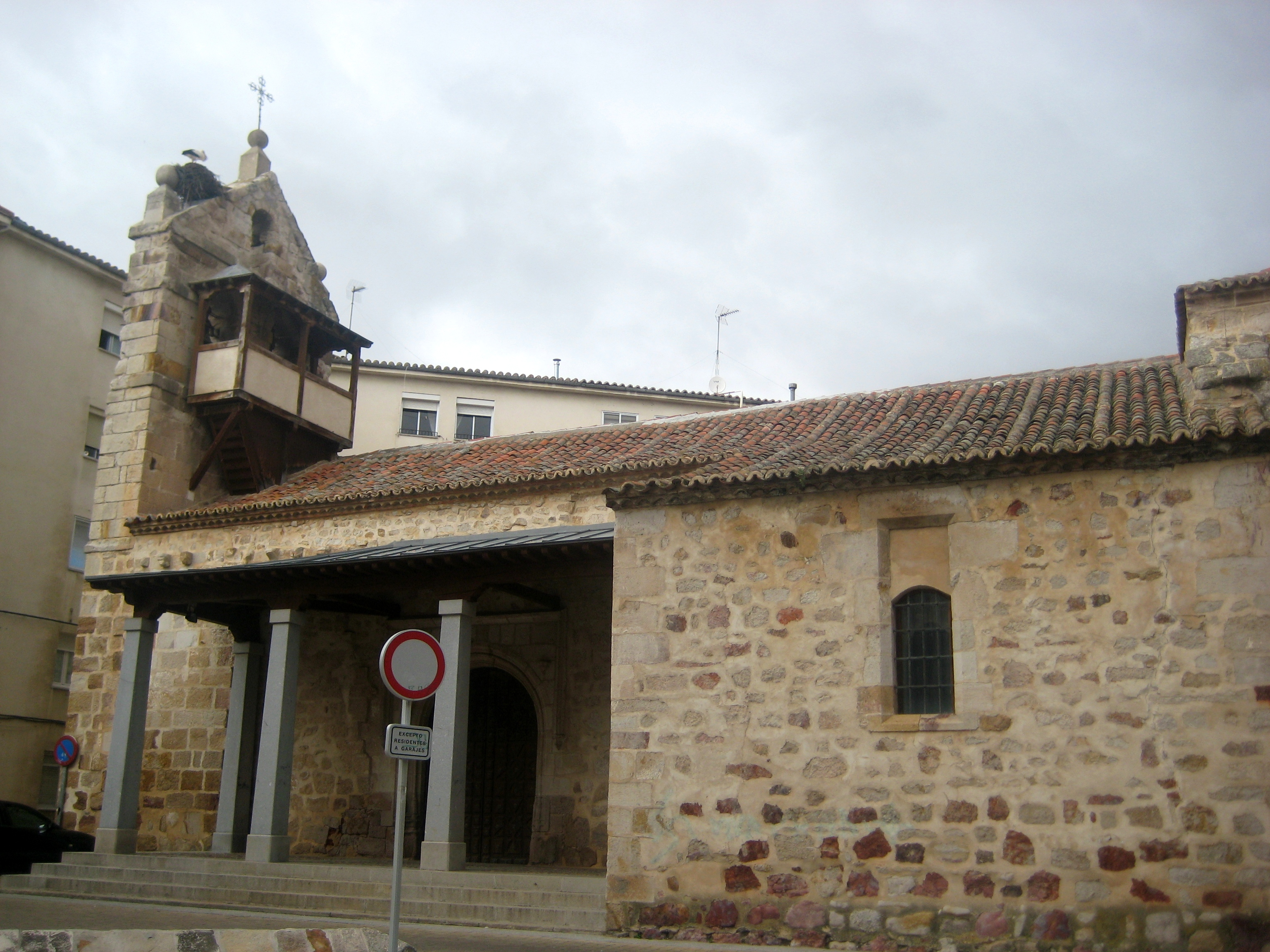
Iglesia de San Antolín (Zamora)

## Historia
Se desconoce con exactitud la fecha de fundación de la Cofradía, pero la tradición la sitúa en 1072, año que fue instituida por Doña Urraca al finalizar el Cerco de Zamora y para desagraviar la muerte de su hermano el rey Sancho II. Se estableció en la iglesia de San Antolín en el barrio de la Lana.

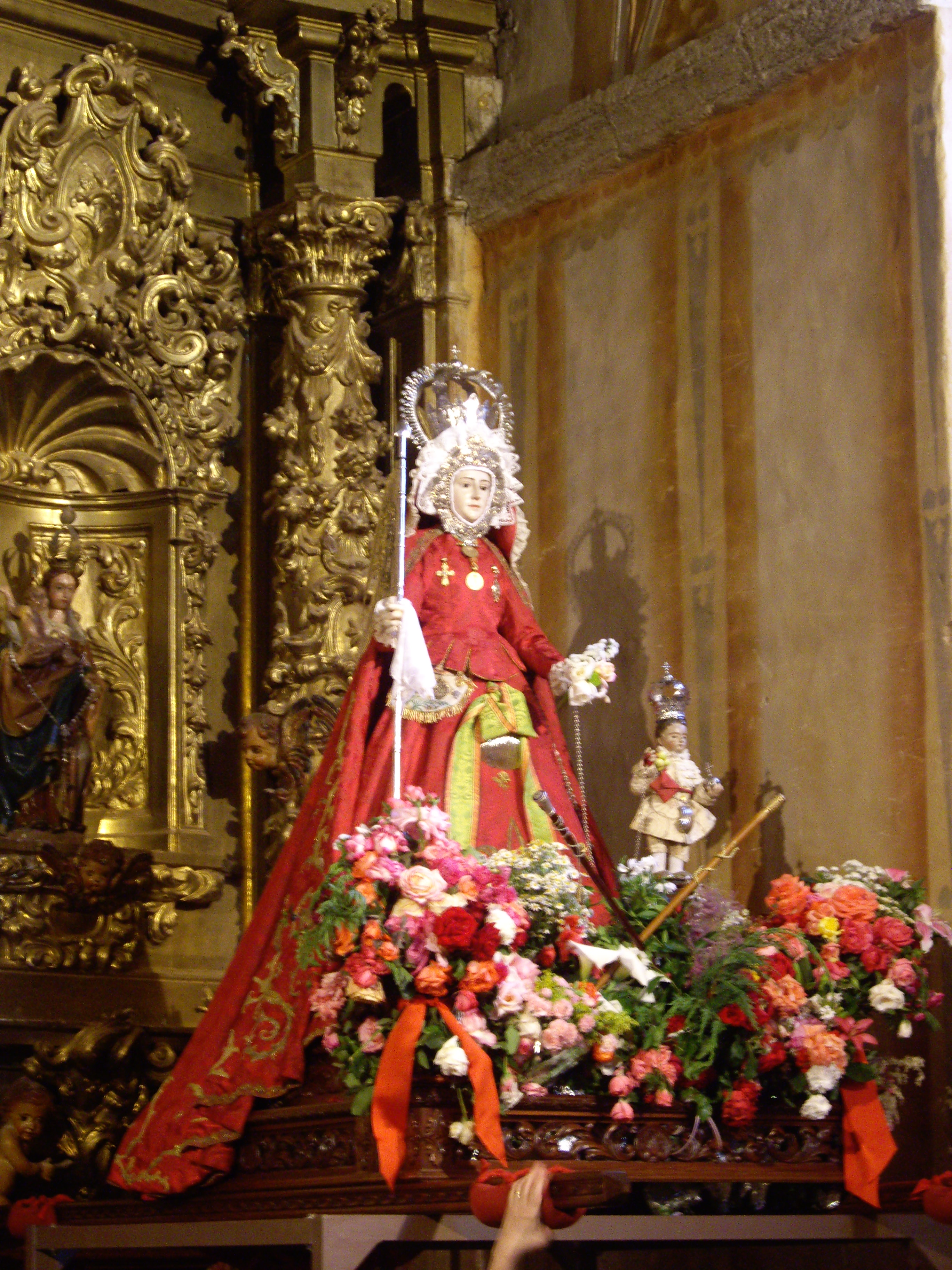
La Virgen de la Concha en sus andas

En el siglo XIII la cofradía organiza ya anualmente la Romería a la Hiniesta el lunes de Pentecostés, lo que demuestra que estaba plenamente organizada y operativa. Esta romería, que sigue celebrándose en la actualidad es sin duda la más popular y concurrida de cuantas actividades y cultos organiza la cofradía.
En 1503 se aprueban nuevos estatutos que sancionan los fines de la cofradía y su fusión con la Cofradía de Santiago apóstol. Se unen por tanto a los cultos que ya se realizaban a la Virgen de la Concha aquellos propios del apóstol. 
Los estatutos se reforman de nuevo en 1767 pero no introducen grandes cambios en la estructura y quehaceres de la corporación. Durante el siglo XVIII se extiende el nombre de "Virgen de la Concha".
Hay que esperar a 1816 para ver una cambio importante: se instituye la diferencia entre Cofradía grande y Cofradía chica. Mientras que la primera contaba con todo el poder de decisión y los privilegios espirituales de la Cofradía, así como de los materiales a la hora de costear el entierro del cofrade, los de la la chica tenían la obligación de portar las andas y no gozaban de tantas prebendas en la celebración del entierro de sus cofrades.
Los estatutos se reforman nuevamente en 1860, 1938 y 1947 para adaptarse a los tiempos. En 1970 desaparece la Cofradía chica y en 1978 se crea una sección de damas para permitir la presencia de mujeres.
En 1992 se coronó canónicamente la imagen en la S. I. de Zamora.

## Imágenes

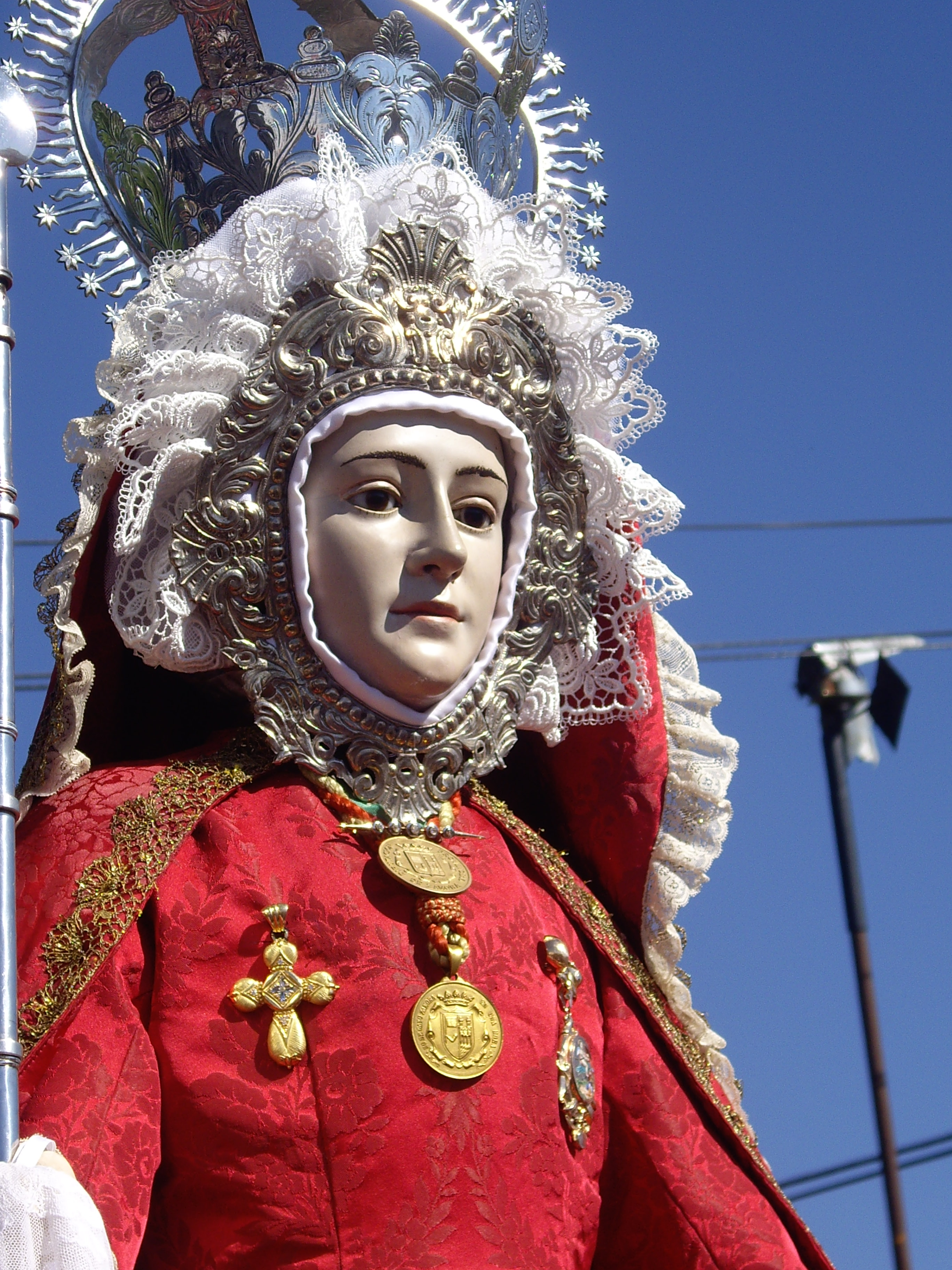
La Virgen de la Concha

La Virgen de la Concha es una imagen de vestir del siglo XVIII, que porta bandera, rostrillo y corona. Es de tamaño menor que el natural. Mide 150 cm de alto. Le acompaña una imagen del niño Jesús, de 30 cm de alto, que porta el orbe en su mano. Ambas imágenes son exentas. Esta iconografía es única en el ámbito de la escultura.
Se sabe de la existencia de una imagen anterior, románica, que fue encontrada en Palencia en 1032 y llevada a Zamora en 1062. Se sabe que se modificó para poder vestirla. Se desconoce el momento en que se sustituye una imagen por la otra y tradicionalmente se ha considerado se trataba de la misma imagen que mediante reformas, ha llegado a nuestros días. Posiblemente en una de esas transformaciones se separa la imagen del niño, permaneciendo como imagen independiente.

## Cultos principales y labor social
Las imágenes se veneran en la Iglesia de San Vicente aunque se trasladan a San Antolín para diversos cultos como el novenario o la procesión del Corpus.

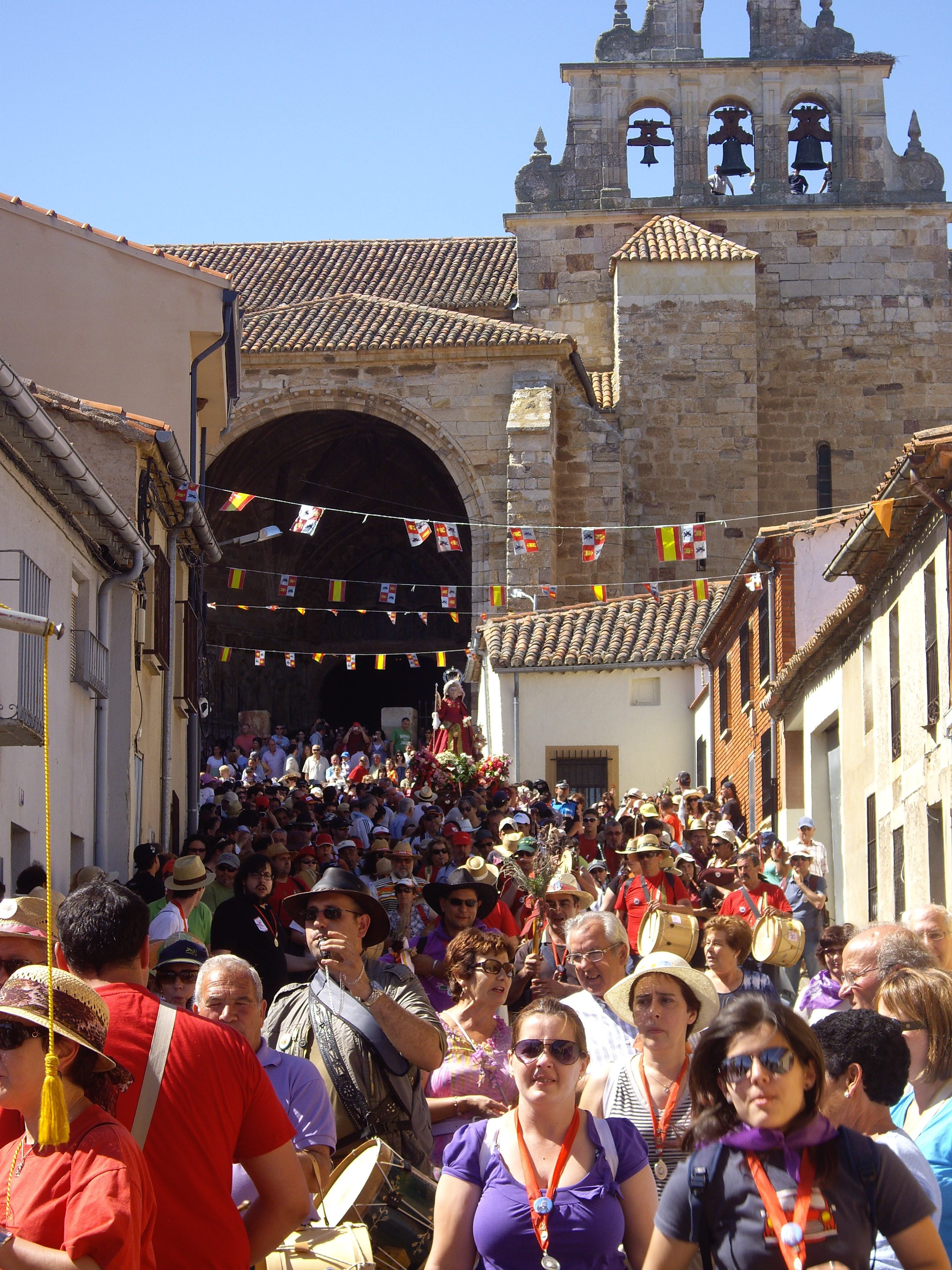
Romería de La Hiniesta

- 25 de abril: Rogativa de San Marcos. Los vecinos de la localidad de La Hiniesta acuden en rogativa hasta Zamora donde se invita a la cofradía a ir en romería hasta el pueblo.
- Lunes de Pentecostés: Romería a la Hiniesta. Se celebra desde 1292. En la actualidad mantiene sus principales rasgos históricos y es seguida por miles de personas.[2] Sale de Zamora a las 8 de la mañana y regresa a las 10 de la noche, recorriendo 15 kilómetros.[3]
- Corpus Christi: Ligado al Ayuntamiento de Zamora, del que la Virgen es patrona. Acude la imagen en procesión a la casa consistorial.
- Novenario y Fiesta Principal: Se celebra desde el 31 de agosto hasta el 8 de septiembre, festividad del nacimiento de Nuestra Señora.

La gran devoción que despierta la Virgen de la Concha en los zamoranos es canalizada por la cofradía, que realiza una intensa labor social, de la que destaca la recogida de alimentos en diferentes campañas.